# Antioch IV Epifanes

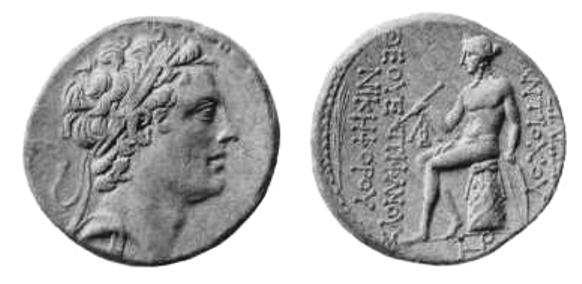
Moneta Antiocha IV Epifanesa

Antioch IV Epifanes (gr. Επιφανής; ur. ?, zm. 164/163 p.n.e.) – władca Syrii starożytnej z dynastii Seleucydów, panował w latach 175–163 p.n.e.

## Rodzina
Był najmłodszym synem Antiocha III Wielkiego i Laodike, bratem Seleukosa IV Filopatora oraz stryjem Demetriusza I Sotera, a jego synem był Antioch V Eupator. Jego rodzeństwo obejmowało: najstarszego brata Antiocha, następcę tronu, który przedwcześnie zmarł i po którym odziedziczył imię; nieco młodszego, wyżej wspomnianego Seleukosa oraz 4 lub 5 sióstr.

## Rzymski zakładnik
Po klęsce ojca pod Magnezją, w wyniku zawartego w 188 p.n.e. pokoju w Apamei, przebywał przez wiele lat (188–175 p.n.e.) w Rzymie jako zakładnik, stąd podstawą jego późniejszej polityki, opartej na dogłębnej znajomości Rzymian i funkcjonowania imperium, będzie unikanie zadrażnień z republiką rzymską. Zawarł tam też sporo pożytecznych znajomości.
Po śmierci Antiocha III na tron wstąpił jego drugi syn, a brat Antiocha IV, Seleukos IV Filopator. Nowy władca próbował prowadzić antypergamońską (a tym samym antyrzymską) politykę. W związku z tym zaniepokojony senat rzymski zażądał, aby jako gwarancję pokoju Seleukos przysłał do Rzymu swojego najstarszego syna Demetriusza (późniejszego władcę Syrii Demetriusza I Sotera), w zamian za co zwolnił Antiocha.

## Objęcie władzy i pierwsze lata
Po śmierci brata Antioch, którego ta wiadomość zastała w Atenach, nie tracąc czasu, przeprawił się do Azji Mniejszej i dzięki pomocy władcy Pergamonu przybył do Syrii, obejmując władzę w państwie. Wkraczający jako król do swej stolicy, znalazł tu wszakże drugiego króla, własnego bratanka, młodszego syna Seleukosa. Nie chcąc być uzurpatorem, a ściślej mówiąc nie mogąc sobie na to pozwolić, ożenił się z wdową po bracie i adoptował jego syna, ogłaszając go zarazem swoim współrządcą. Występował teraz jako opiekun czuwający nad interesami małego króla.
Pierwsze lata panowania Antioch poświęcił na usprawnienie funkcjonowania swego państwa: uzdrowił finanse i administrację, rozbudował flotę i armię, odbudowując potęgę militarną i gospodarczą państwa syryjskiego.

## Wojna z Egiptem
Gdy wybuchła wojna z Egiptem, zwana VI wojną syryjską, która wobec słabości Egiptu za panowania Ptolemeusza VI Filometora dawała okazję do dalszego wzmocnienia państwa, Antioch był do niej przygotowany. Rzym zajęty od 171 p.n.e. wojną z Perseuszem nie reagował, więc Antioch bez wahania odpowiedział wyprawą odwetową na podjętą przez Egipt próbę odzyskania Palestyny.
W pierwszej kampanii w listopadzie 170 p.n.e. Antioch rozbił armię egipskich regentów Eulajnosa i Lenajosa w bitwie między przylądkiem Kasjon a twierdzą Peluzjon (łac. Peluzjum) we wschodniej Delcie, a następnie zdołał zająć Peluzjon oraz Memfis, po czym narzucił swą opiekę małoletniemu Ptolemeuszowi Filometorowi, który był jego siostrzeńcem. Po tych wydarzeniach powrócił do Syrii, zatrzymując Peluzjon i zostawiając część swoich wojsk na terenie Delty.
Tymczasem mieszkańcy egipskiej stolicy (Aleksandrii), oburzeni na uległość swego władcy, obwołali królem jego młodszego brata Ptolemeusza VIII Euergetesa i ich siostrę, Kleopatrę II. Wkrótce jednak doszło do pojednania rodzeństwa i zniknął pretekst do interwencji w obronie Ptolemeusza Filometora.
Antioch jednak powrócił w 168 p.n.e. jako najeźdźca, w swojej drugiej wyprawie na Egipt, pozwalając żołnierzom łupić bez ograniczeń. Oblegał Aleksandrię, zanim jednak doszło do konkretnych rozstrzygnięć do Antiocha przybył w pierwszej połowie lipca poseł rzymski Gajusz Popiliusz Lenas i wręczył mu wydany przez senat rozkaz opuszczenia Egiptu. Tak tę sytuację opisuje Polibiusz w swoich „Dziejach”: „Kiedy zaś król przeczytawszy pismo powiedział, że chce się porozumieć z przyjaciółmi, Popiliusz słysząc to zrobił coś, co wyglądało bardzo surowo i wyniośle: miał pod ręką kij z winorośli, opisał nim linię zamkniętą wokół Antiocha i w tym kole kazał mu dać odpowiedź na pismo. Król zaskoczony tym niezwykłym i dumnym zachowaniem się Popiliusza przez chwilę się zastanawiał, po czym odrzekł, że zrobi wszystko, jak mu każą Rzymianie”. Potęga Rzymu, zwłaszcza po niedawno wygranej wojnie z Perseuszem, była zbyt groźna, Antioch nie chciał się jej przeciwstawiać i już 30 lipca 168 r. p.n.e. opuścił Egipt drogą morską oraz zajęty w międzyczasie Cypr, poddany przez Ptolemajosa. Wróciwszy do Antiochii w 166 p.n.e. urządził na przedmieściu stolicy długotrwałe i kosztowne święto dla ludu, co może świadczyć o tym, że kampanię egipską potraktował, mimo wszystko, jako sukces.

## Powstanie żydowskie
Podczas gdy Antioch brał udział w kampanii egipskiej, między Seleucydami a Żydami doszło do konfliktu. Sytuacja w Judei była napięta, odkąd Antioch, zwolennik kultury greckiej, postanowił zhellenizować Żydów. W ramach tego przemianował Jerozolimę na Antiochię Judejską, wprowadził świeckie prawo greckie, zezwalał na powstawanie instytucji obcych kulturze żydowskiej, jak np. gimnazjon czy stadion.
Działania Antiocha wywołały reakcję ze strony grup żydowskich, powiązanych z chasydyzmem. Były one powiązane ze środowiskiem arcykapłana i popierały różnych kandydatów na to stanowisko. Antioch, podejrzewając arcykapłana Jezusa Jazona o spisek przeciwko władzy, osadził na jego miejscu Oniasza Menelaosa. Nieudana próba Jazona odzyskania stanowiska spowodowała rozruchy w Jerozolimie. Antioch poparł Menelaosa, wyruszył więc na miasto, zburzył mury, obrabował skarbiec świątynny i osadził garnizon syryjski w cytadeli Akra (169 lub 168 rok p.n.e.). Zaostrzył także przepisy, zakazując Żydom praktykowania obrzezania i obchodzenia szabatu oraz nakazując składanie ofiar pogańskim bogom. Spowodowało to kolejną falę niepokojów, które nasiliły się jeszcze na wiadomość o upokorzeniu Antiocha pod Aleksandrią. W 167 roku p.n.e. Seleucyda wydał edykt zabraniający wszelkich żydowskich obrządków i zwyczajów. Ostatecznym krokiem, który doprowadził do powstania żydowskiego było przemienienie świątyni jerozolimskiej w przybytek syro-fenickiego kultu boga Baal-Szamona, którego Grecy nazywali Zeusem. Tego typu posunięcia stanowiły jeden z elementów polityki hellenizacji na terenach imperium seleukidzkiego. Doprowadziły jednak do wieloletniej wojny, której pierwszy etap zakończył się w grudniu 164 roku p.n.e. zdobyciem Jerozolimy przez przywódcę powstania, Judę Machabeusza. W ocenie Michaela Granta Antioch, prowadząc siłową politykę hellenizacji Żydów, popełnił błąd. Łukasz Niesiołowski-Spano twierdzi, że Antioch IV zaatakował Jerozolimę nie z uwagi na swe antyżydowskie i motywowane kwestiami religijnymi obsesje, lecz z uwagi na bunt jaki miał miejsce w tym mieście podczas wojny Seleukidów z Egiptem. Pacyfikacja Jerozolimy była zatem wynikiem buntu Żydów, a wywołane w efekcie powstanie miało na celu zrzucenie zwierzchnictwa Seleukidów, i nie wiązało się z kwestiami religijnymi.
Diodor Sycylijski, który w swych relacjach opierał się na wcześniejszych autorach, pisał, że Antioch przed posągiem i ołtarzem znajdującym się pod gołym niebem złożył ofiarę z ogromnej świni, polał krwią posąg i ołtarz; kazał przyrządzić mięso, jego posoką wymazał tekst świętych ksiąg Mojżesza, zawierających owe prawa nakazujące nienawiść do obcych, i zgasić lampę zwaną przez Żydów nieśmiertelną, która paliła się bezustannie w Świątyni; przedtem jeszcze zmusił kapłana i innych Żydów do spróbowania mięsa.

## Wyprawa irańska i śmierć
Dla Antiocha powstanie żydowskie było jedynie epizodem, przygotowywał się bowiem do wielkiej wyprawy irańskiej. Wraz z rozwojem Partii, w której do władzy doszedł Mitrydates I, stan posiadania Seleucydów na obszarze Iranu znacznie się skurczył. W 165 p.n.e. Antioch rozpoczął kampanię, w trakcie której zginął w niejasnych okolicznościach. Jako miejsce śmierci wymienia się Tabae (lub Gabae, przypuszczalnie obecny Isfahan). Przed śmiercią wydał jeszcze dekret odwołujący rozporządzenia w sprawie Żydów, ale nie zdołał uspokoić sytuacji w Judei.
Wraz z jego śmiercią skończył się okres świetności państwa Seleukidów, które pogrążyło się w podsycanych przez Rzym walkach dynastycznych, tracąc stopniowo terytoria i znaczenie.

## Antioch a kultura grecka
Antioch był wielbicielem kultury greckiej, którą postrzegał jednocześnie jako czynnik spajający swoje państwo. Stał się wielkim założycielem miast greckich na Wschodzie. Zakładał liczne nowe, lecz w wielu przypadkach przekształcał także istniejące już od dawna wschodnie miasta w helleńskie polis, nadając im greckie nazwy i ustrój greckiego miasta-państwa. W ten sposób Jerozolima została przemieniona w grecką Antiochię, a Babilon, który założył na nowo jako polis, obdarzył gimnazjonem i teatrem. Rozbudował również Antiochię, gdzie ufundował świątynię Jowisza Kapitolińskiego i akwedukt. Dążył w ten sposób do umocnienia pozycji Hellenów w swoim królestwie, licząc, że tym samym zwiąże ich ze sobą i pozyska dla własnych planów.
Przydomek Epifanes wziął się od inskrypcji na monetach „Theos Epiphanes” (gr) – Bóg Objawiony. Prawdopodobnie celem tych inskrypcji była próba stworzenia kultu władcy, który miałby spajać różnorodne krainy państwa. Owa polityka była również głównym powodem powstania żydowskiego (powstanie Machabeuszy)
Jego działalność wykraczała znacznie poza granice Syrii. Był obywatelem Aten i słynął ze swojej hojności dla miast greckich, którym fundował świątynie i inne budowle, np. Atenach w 174 p.n.e. podjął się dokończenia na swój koszt budowy świątyni Zeusa Olimpijskiego – Olimpiejonu, sprowadzając w tym celu architekta Kossutiusza z Rzymu. Dopiero jednak cesarz Hadrian w II wieku n.e. doprowadził budowę do końca.